# Болдуин, Уильям Пол
Уильям Пол Болдуин — греческий пловец в ластах.

## Карьера
Подводным спортом занимается с 14 лет. Специализируется на коротких дистанциях. Является действующим рекордсменом мира в плавании на дистанции 100 метров в ластах.
Призёр двух чемпионатов мира. Чемпион Европы 2012 года на 100-метровке. Двукратный вице-чемпион Европы.